# 西加基督教會
西加基督教會，印尼文縮寫為 GKKB，英文全銜為 West Kalimantan Christian Church，是總部位於印尼西加的福音主義基督教會。總會會友主要是印尼華裔。

## 歷史
山口洋中華基督教會遠在1906年也在各屬下蘆萬、咖啡山、里冷、大完肚、載下、紅砂港、橫平山、百富院等處建立堂會與佈道所。
坤甸中華基督教會自1935年成立至印尼獨立後崇拜會均使用印華雙語，並在坤甸新埠頭、新園、日出、榮戛、政水港、烏山、松柏港、喃吧哇、亞答港、多荷、芽拉、東萬律等處建立禮拜堂與佈道所。
邦戛中華基督教會在1963年建立並與中國內地會OMF宣教士同工。在三發、直木港、假獅三條港、假獅大橋、文島宜等處傳福音和植堂（坤甸堂會與山口洋堂會在日本侵略印尼時曾一度停止聚會，日軍投降後才重新開展各樣的事工）。
1950年中華內地會OMF牧師，胡理存、畢得勝、白恩基等來到西加里曼丹參與中華基督教會各屬下的教牧共同事奉，總會成立後建立佈道團隊更積極共同傳揚福音。1965年至1967年西加內山事件發生許多華裔同胞由內山來到沿海一帶，許多人歸向主。那時的教牧有鍾盛源、林文平、葉昌賢、伍學榮、馬斯德、古偉岳、陳華強、熊南富、葉勇志等分別在坤甸、山口洋、邦戛三區帶領各樣事工，聖工的事奉。

## 異像 與 使命
- 異象:

以聖經為本向西加里曼丹宣揚的華人教會。
- 使命:

使西加里曼丹人成為委身，成長，見證之基督門徒。

## 組織
印尼華人基督教會聯會成員。

## 外部連結
- 西加基督教會 （页面存档备份，存于）
- 西加基督教會坤甸會堂 （页面存档备份，存于）